# Philodromus sanjeevi
Philodromus sanjeevi là một loài nhện trong họ Philodromidae.
Loài này thuộc chi Philodromus. Philodromus sanjeevi được Pawan U. Gajbe miêu tả năm 2004.